# Abdel Wahed Ben Siamar Mimun
Abdel Wahed Ben Siamar Mimun (in arabo عبد الواحد بن سمار ميمون‎?; Nador, 1941) è un ex cestista marocchino.

## Carriera
Con il Marocco ha disputato i Giochi olimpici di Città del Messico 1968.